# Munición guiada de precisión

Bomba guiada GBU-58 de la Fuerza Aérea Afgana alcanza un complejo talibán en la provincia de Farah, Afganistán, año 2019.

Una munición guiada de precisión o PGM (del inglés precision-guided munition), también conocida como arma inteligente, munición inteligente o bomba inteligente, es una munición guiada destinada a alcanzar con precisión un objetivo específico, para minimizar los daños colaterales y aumentar la letalidad contra los objetivos previstos. Durante la Guerra del Golfo de 1991, las municiones guiadas representaron sólo el 9% de las armas disparadas, pero representaron el 75% de todos los impactos exitosos. A pesar de que las armas guiadas generalmente se utilizan en objetivos más difíciles, todavía tenían 35 veces más probabilidades de destruir sus objetivos por cada arma lanzada.
Debido a que los efectos de daño de las armas explosivas disminuyen con la distancia debido a una ley del cubo inverso, incluso mejoras modestas en la precisión (por lo tanto, la reducción en la distancia del fallo) permiten atacar a un objetivo con menos bombas o con bombas más pequeñas. Por lo tanto, incluso si algunas bombas guiadas fallan, menos tripulaciones aéreas corren riesgo y se pueden reducir los daños a los civiles y la cantidad de daños colaterales.
La llegada de las municiones guiadas con precisión dio lugar a que las bombas más antiguas y de baja tecnología pasaran a denominarse "bombas no guiadas", "bombas tontas" o "bombas de hierro".